# Tony DeMarco

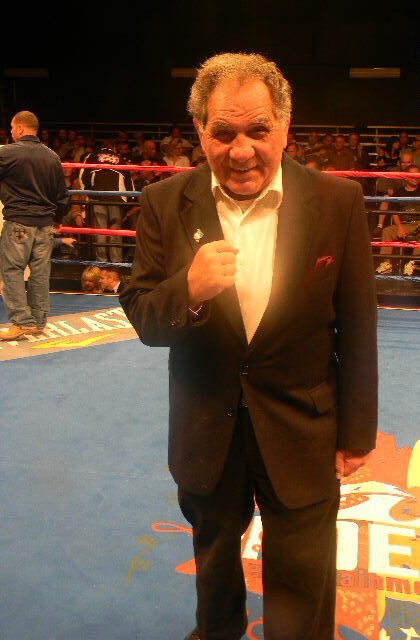
Tony DeMarco 2010

Tony DeMarco (* 14. Januar 1932 in Boston, Massachusetts als Leonardo Liotta; † 11. Oktober 2021 ebenda) war ein US-amerikanischer Boxer im Weltergewicht. Im Jahr 1955 hielt er neben dem universellen Weltmeistertitel gleichzeitig auch den linearen der Cyber Boxing Zone sowie den des Ring Magazins.
Der Boston Bomber, so DeMarcos Kampfname, fand im Jahre 2019 Aufnahme in die International Boxing Hall of Fame in der Kategorie Old Timers.